# گل‌عنکبوتی‌واران
گل‌عنکبوتی‌واران (نام علمی: Grevilleoideae) نام یک زیرخانواده از خانواده شکرپارگان است.